# 2489 Suvorov
2489 Suvorov è un asteroide della fascia principale. Scoperto nel 1975, presenta un'orbita caratterizzata da un semiasse maggiore pari a 3,1032301 UA e da un'eccentricità di 0,1591401, inclinata di 1,78687° rispetto all'eclittica.